# Moray (sito archeologico)
Moray è un sito archeologico situato in Perù, nei pressi della località di Maras, nella Valle sacra degli Incas, a circa 36 km da Cuzco. Il sito contiene una serie di terrazzamenti circolari concentrici, che formano una sorta di anfiteatro. 
Il sito fu fotografato per la prima volta nel 1931 da due piloti della marina militare degli Stati Uniti d'America, Robert Shippee e George Johnson; nel 1944 l'archeologo statunitense John Rowe iniziò ad esplorare scientificamente il luogo.
La più diffusa delle ipotesi formulate per spiegare la funzione dell'artefatto indica nel sito un laboratorio per l'adattamento delle diverse specie agricole coltivate a differenti quote di altitudine. Altre ipotesi suppongono si trattasse di un sito per cerimonie e funzioni religiose.